# Supercoppa portoghese 2016 (pallavolo femminile)
La Supercoppa portoghese 2016 si è svolta il 23 ottobre 2016: al torneo hanno partecipato due squadre di club portoghesi e la vittoria finale è andata per la prima volta al Porto 2014.

## Regolamento
Le squadre hanno disputato una gara unica.

## Squadre partecipanti
| Squadra    | Qualificazione                                                    | Ultima partecipazione      |
| ---------- | ----------------------------------------------------------------- | -------------------------- |
| Porto 2014 | Finalista Coppa di Portogallo 2015-16                             | Supercoppa portoghese 2015 |
| Famalicão  | Vincitrice Primeira Divisão 2015-16 e Coppa di Portogallo 2015-16 | Supercoppa portoghese 2015 |

## Torneo
| 23 ottobre 2016 Pavilhão Gimnodesportivo de Vila Flor, Vila Flor Durata: 1h:34 - Spettatori: ? | Porto 2014 | 3 - 0 | Famalicão | 25-21, 25-18, 25-20 |